# Флоридіта
23°08′09.4″ пн. ш. 82°21′30.0″ зх. д. / 23.135944° пн. ш. 82.358333° зх. д.
Флоридіта (ісп. Floridita), ще відомий як Ель Флоридіта (ісп. El Floridita) — бар-ресторан, який розташований в Гавана-В'єха, або Стара Гавана (ісп. La Habana Vieja) — районі столиці Куби міста Гавани. Працює з 1817 року і набув світової популярності завдяки своєму знаменитому постійному відвідувачу — письменнику та журналісту Ернесту Хемінгуею.
Гаслом бару є вислів «Колиска дайкірі» і сам Хемінгуей своєю фразою «Мій мохіто в Ла Бодегіта, мій дайкірі в Ель Флоридіта» зробив його відомим та цікавим для туристів з усього світу.
Бронзова скульптура письменника в барі стала головною туристичною цікавинкою для відвідувачів, які приїжджають з усього світу, щоб відвідати Ель Флоридіту.

## Історія

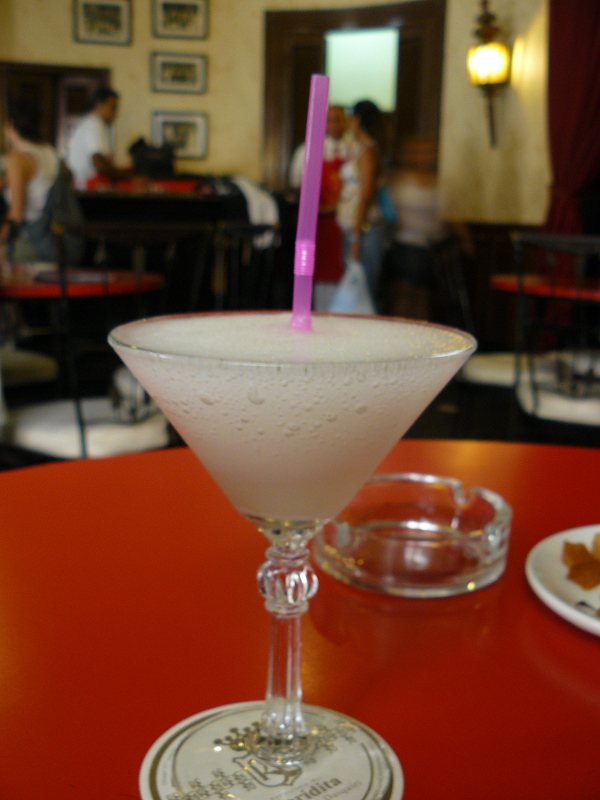
Найвідоміший коктейль Флоридіти на одному зі столів у барі.

Бар-ресторан Флоридіта відчинив свої двері у 1817 році під назвою «Срібний Ананас» на розі вулиць Обіспо і Монсеррат в Старій Гавані, де і зараз знаходиться. Незабаром після цього його назвали Ла Флорида. Але з часом остаточно закріпилась назва Ель Флорідіта.
У 1932—1939 роках Ернест Хемінгуей жив в готелі Амбос Мундос (ісп. Hotel Ambos Mundos), який був розташований в декількох кварталах від Флоридіти, та став його постійним відвідувачем. Навіть коли письменник переїхав за місто, то продовжив регулярно їздити до столиці, щоб випити свій улюблений дайкірі у, як він називав, «найкращому барі у світі».

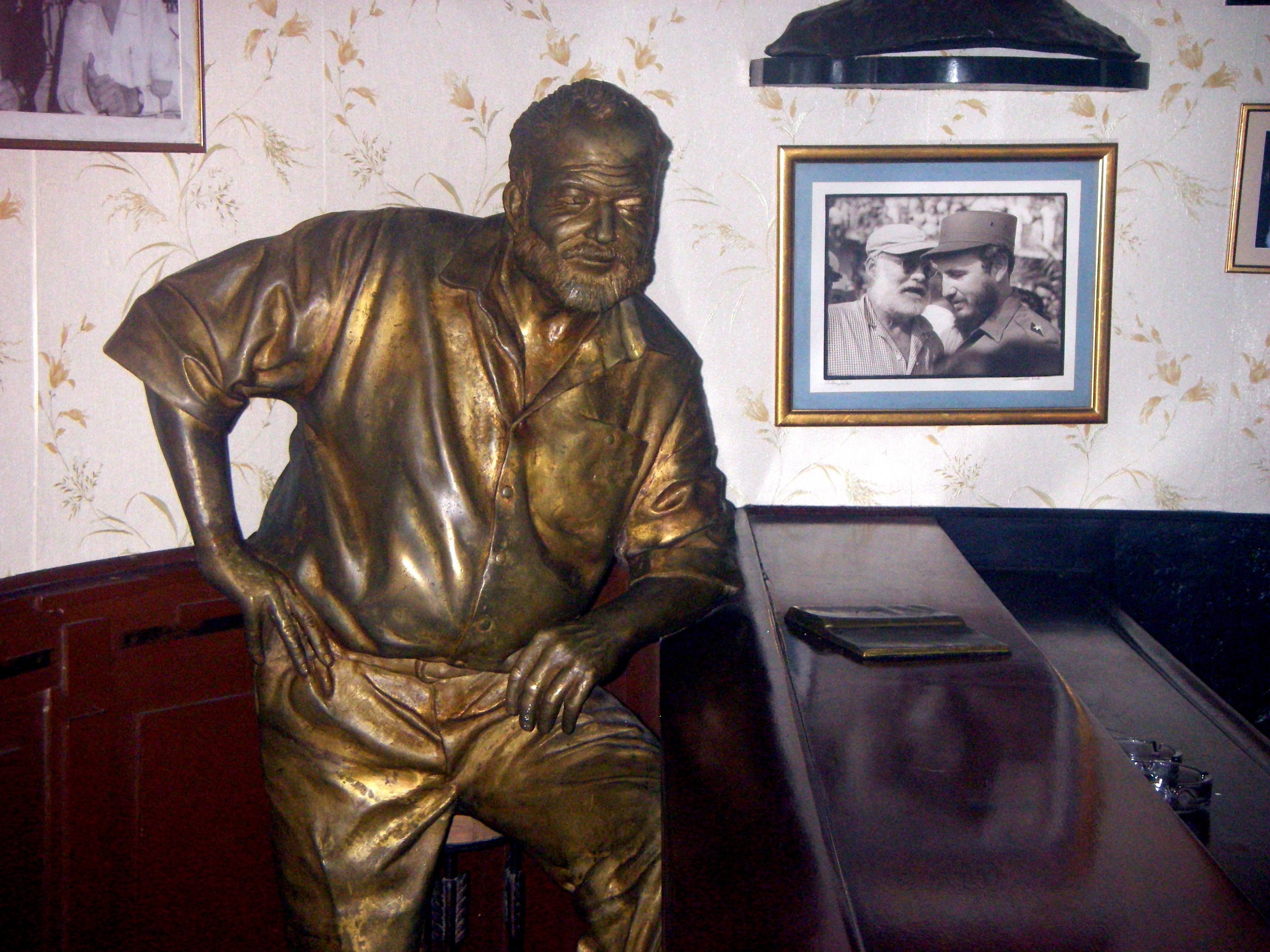
Скульптура на честь Хемінгуея, виконана Хосе Вілла Соберон.

Таким чином, Ель Флоридіта стала постійно діючим місцем вшанування пам'яті Хемінгуея з виставкою фотографій письменника з друзями та бронзовою скульптурою в натуральну величину, зробленою в 1954 році і розташованою в улюбленому куточку бару письменника.
У 1991 році бар Ель Флоридіта був повністю реконструйований, але були збережені всі оригінальні елементи, що зробили цю локацію знаменитою, включаючи бюст Хемінгуея та барну стійку.

## Знамениті відвідувачі
Окрім Хемінгуея, за столами та баром у Флоридіті сиділи Гері Купер, Теннессі Вільямс, Марлен Дітріх, Жан-Поль Сартр, Джорджо Армані, Орнелла Муті, Іманол Аріас, Жан-Мішель Жар, Метт Діллон, Пако Рабан, Тед Тернер і Джейн Фонда, Пірс Броснан, Наомі Кемпбелл, Компай Сегундо, Ана Белен і Віктор Мануель, Грехем Грін, герцоги Віндзорські Едуардо VIII і Уолліс Сімпсон, Джин Танні, Карлос Ломбардія, Габріель Каміло Кастаньєда, Паола Альварес, Ава Гарднер, Спенсер Трейсі, Рокі Марчіано, Хоакін Сабіна, Пабло Міланес, Сільвіо Родрігес, Хав'єр Сотомайор, Кейт Мосс, Фіто Паес, Денні Гловер та Джек Ніколсон, серед інших.

## Нагороди, визнання та згадки
- У 1953 році журнал Esquire визнав його одним із семи найвідоміших барів у світі.

- В Англії можна знайти бар Floridita London, в Іспанії Floridita Madrid, а в Каліфорнії, США, ресторан El Floridita, які наслідують кубинську атмосферу своєї гаванської тезки з її «ідеальним поєднанням гламуру та декадансу минулих часів».[11]

- Хемінгуей не міг не згадати Флоридіту в своїй творчості: його роман «Острови в океані» (англ. Islands in the Stream) пропонує детальний опис бару, де письменник він провів багато годин свого життя.[7]